# Gereformeerde kerk (Oss)
De Gereformeerde Kerk is een voormalig protestants kerkgebouw in de Noord-Brabantse plaats Oss. Het gebouw is gelegen aan de Burgemeester van den Elzenlaan 22.

## Geschiedenis
Na de Afscheiding van 1834 woonden er in Oss geen gereformeerden. De eersten kwamen uit Noord-Nederland in het kader van de industrialisatie van Oss. In 1913 was er sprake van enkele actieve gereformeerden en in 1923 was er de eerste Gereformeerde kerkdienst waarbij 14 toehoorders aanwezig waren. Sindsdien werden er met enige regelmaat diensten gehouden. In 1927 kwam er een gereformeerd kerkje aan de Palmstraat en in 1947 werd Oss een zelfstandige gereformeerde gemeente. Men had nog een probleem met de welstandscommissie waarin alleen roomschen zitting hebben, die op "esthetische" gronden een toren onwenselijk achtten.
De toren kwam er echter toch en in 1951 werd de nieuwe kerk in gebruik genomen. Het is een bakstenen kerkje onder zadeldak met halfingebouwde toren op vierkante plattegrond, die voorzien is van een tentdak. De kerk werd ontworpen door Bastiaan Willem Plooij met stijlelementen uit de Delftse School.
In het kader van het Samen op Weg-proces gingen de gereformeerden in 1978 mede gebruik maken van de – als hervormde kerk gebouwde – Paaskerk. Het gereformeerde kerkje werd verkocht en kreeg eerst een nieuwe functie als dansschool, later als woning.